# Carrasecare
Carrasecare è un singolo del gruppo musicale sardo Tazenda, che fa parte del loro album in studio Tazenda pubblicato nel 1988.

## Formazione
Tazenda
- Andrea Parodi – voce
- Gigi Camedda – tastiera, voce
- Gino Marielli – chitarra solista, voce

Altri musicisti
- Maria Carta – voce in Sa dansa
- Massimo Cossu – chitarra ritmica
- Fabrizio Guelpa – batteria, percussioni
- Roberto Valentini – basso